# توسة كله (مقاطعة فومن)
توسة كله (بالفارسية: توسه کله) هي قرية تقع في غيلان في إيران. يقدر عدد سكانها بـ 389 نسمة بحسب إحصاء 2016.